# 尋求庇護者
寻求庇护者是离开居住国的管辖区，进入另一个国家管辖区内申请庇護權的人。因生物种族、政治观点、宗教信仰或思想观念遭到迫害的人可能受到其他主权势力的庇护。根据《世界人权宣言》第十四条的规定，一个人将保持寻求庇护者的身份，直到庇护申请结束。
庇护国的相关移民当局将决定庇护寻求者是否获得庇护权。如被拒绝，成为非法移民，可能被要求离境，甚至可能根据不驱回原则被驱逐出境。《世界人权宣言》的签署国制定了评估庇护寻求者保护状况的政策，各国每年接受或拒绝庇护申请者的比例各不相同。
如果庇护寻求者的情况符合《关于难民地位的公约》或地区性难民法（如欧盟境内的《歐洲人權公約》）对难民的定义，则其可同时被认定为难民并获得难民身份。
寻求庇护者、难民和非法移民这几个术语经常被混用。在北美英语中，寻求庇护者一词既指上述定义的寻求庇护者，也指已获得庇护权的人。目前全球每年约有100万至200万人在他国申请庇护。